# Konstanca (ime)
Konstanca je žensko osebno ime.

## Izvor imena
Ime Konstanca je ženska oblika moškega osebnega imena Konstantin.

## Pogostost imena
Po podatkih Statističnega urada Republike Slovenije je bilo na dan 31. decembra 2007 v Sloveniji število ženskih oseb z imenom Konstanca: 13.

## Znane nosilke imena
- Konstanca Ogrska, žena češkega kralja Otokarja I. (ok. 1180-1240)
- Konstanca Vroclavska, šlezijska princesa iz dinastije Pjastov (ok. 1227-1257)

## Osebni praznik
Osebe z imenom Konstanca lahko godujejo takrat kot osebe z imenom Konstantin.